# نيل بارون
نيل بارون (بالإنجليزية: Neil Barron)‏‏ (23 مارس 1934 في هوليوود - 5 سبتمبر 2010 في لاس فيغاس) أمين مكتبة، وكاتب خيال علمي، وصحفي، وروائي من الولايات المتحدة.